# Bactrocera minax
Bactrocera minax är en tvåvingeart som först beskrevs av Günther Enderlein 1920.  Bactrocera minax ingår i släktet Bactrocera och familjen borrflugor. Inga underarter finns listade.